# Megavoltiamperio
El megavoltiamperio (MVA) es una unidad de potencia aparente utilizada con frecuencia en grandes instalaciones de generación de energía eléctrica, como centrales hidroeléctricas y otras.
Equivale a la potencia aparente de 1 voltio x 1 amperio x 106.